# Paradriopea
Paradriopea is een kevergeslacht uit de familie van de boktorren (Cerambycidae). De wetenschappelijke naam van het geslacht werd voor het eerst geldig gepubliceerd in 1965 door Breuning.

## Soorten
Paradriopea omvat de volgende soorten:
- Paradriopea birmanica Breuning, 1970
- Paradriopea fruhstorferi Breuning, 1965